# Винкельман, Иоганн Иоахим
Иога́нн Иоахим Ви́нкельман (нем. Johann Joachim Winckelmann, 9 декабря 1717, Штендаль, Саксония-Анхальт — 8 июня 1768, Триест) — немецкий историк искусства, основоположник научного изучения античного искусства и археологии, получивший прозвище «отца» искусствознания.

## Биография
Сын бедного сапожника, Винкельман учился главным образом самостоятельно, по книгам. Несмотря на крайне скудные финансы, в 1735—1736 годах он посещал Гимнасиум в Берлине. Два года спустя за успехи в учёбе ему была присуждена стипендия для изучения теологии в университете Галле. В 1741 году Винкельман отправился в Йену, где изучал медицину и классическую филологию в Йенском университете.
Винкельман подрабатывал домашним учителем в богатых домах: преподавал древнееврейский, греческий и латинский языки, математику, геометрию и логику. В 1743—1748 годах работал в училище под Берлином, затем поступил секретарём библиотеки графа фон Бюнау в Нётнице, недалеко от Дрездена. В библиотеке было около 40 000 томов. Винкельман читал Гомера, Геродота, Софокла, Ксенофонта и Платона, но он нашёл в Нётнице произведения таких известных писателей эпохи Просвещения, как Вольтер и Монтескьё. Отказ от спартанской атмосферы Пруссии стал для него большим облегчением. Основная обязанность Винкельмана заключалась в том, чтобы помогать фон Бюнау в написании книги о Священной Римской империи и собирать для неё материалы. В течение этого периода он несколько раз посетил коллекцию древностей в Дрездене, но его описание картин галереи саксонских курфюрстов осталось незаконченным. Тем не менее, находившиеся там сокровища пробудили в Винкельмане интерес к классическому искусству, который углублялся знакомствами с художниками, в частности с живописцем Адамом Фридрихом Эзером — его будущим другом. В 1754 году Винкельман поселился в доме Эзера в Дрездене с целью научиться у художника рисунку и основам живописи. В свою очередь Эзер стал со временем убеждённым сторонником идей Винкельмана по возрождению эстетических идеалов античного искусства.
Желание попасть в Рим и познакомиться с его памятниками побудило его начать переговоры с папским нунцием Аркинто относительно получения места при библиотеке кардинала Пассионеи, но непременным условием для этого ему был поставлен переход из лютеранства в католичество. Винкельман согласился. Как остроумно заметил К. В. Керам, «Рим для него стоил мессы».
Однако прошёл год, прежде чем он смог осуществить мечту своей жизни. Аудиенция у короля Саксонии помогла Винкельману получить небольшую пенсию, которая позволила ему покинуть Дрезден. 18 ноября 1755 года Винкельман приехал в Рим, где сблизился с живописцем Рафаэлем Менгсом, проникнутым теми же, как и он, эстетическими убеждениями и стремлениями, и всецело предался изучению античного искусства. Винкельман пользовался покровительством влиятельных лиц при папском дворе в Ватикане. С 1759 года он жил и работал на вилле кардинала Алессандро Альбани. Винкельман изучал собрание «антиков» на вилле Альбани и составлял каталог коллекции кардинала (многие скульптуры этого собрания вошли позднее в собрание ватиканских музеев). Винкельман составил каталог коллекции гемм барона Ф. Л. де Стоша во Флоренции. Он составлял отчёты об археологических изысканиях на территории Италии, с 1763 года занимал престижную должность «главного антиквария и президента древностей Ватикана».
Деятельность Винкельмана в Риме совпала с началом эпохи Просвещения, зарождения неоклассицизма в искусстве и сенсационными открытиями древних Геркуланума и Помпей. Обогатив свои познания поездкой в Неаполь и посещением раскопок Геркуланума и Помпей, погребённых под слоем вулканического пепла в результате извержения Везувия в 79 году н. э., Винкельман приступил к созданию своих литературных сочинений.
После вторичного путешествия в Неаполь и осмотра древнегреческих храмов в Пестуме Винкельман начал работать над главным трудом: «История искусства древности» ("Geschichte der Kunst des Alterthums"). Винкельман закончил его в 1759 году. Книга была издана на немецком языке в Дрездене в 1764 году. Первый французский перевод появился в 1766 году, последующие издания на французском языке — в 1783 и 1798 гг.. Итальянский перевод появился только в 1779 году. В 1805 году И. В. Гёте издал сборник писем Винкельмана и статей о нём под названием «Винкельман и его век», в котором отметил, что после публикации переводов «Истории искусства древности» на многие европейские языки «весь читающий мир проникся идеями Винкельмана».
Побывав ещё раз в Неаполе, он отправился в сопровождении скульптора Бартоломео Кавачеппи в Германию, но доехал только до Вены, откуда вернулся в Италию. Неподалёку от Триеста Винкельман случайно познакомился с только что выпущенным из тюрьмы преступником Арканджели. Притворившись любителем искусства, Арканджели, заметив у Винкельмана коллекцию медалей и монет (как выяснилось позднее, не имевших значительной ценности), вошёл к учёному в доверие. В Триесте, где Винкельман намеревался сесть на корабль до Анконы и остановился на несколько дней, Арканджели заколол учёного кинжалом прямо в постели и похитил его имущество. По приговору суда убийца был казнён (колесован). Существует несколько версий гибели Винкельмана: гомосексуальные отношения между ним и убийцей, шпионская или политическая история, преследования иезуитов.

## Идеи
В 1755 году Винкельман опубликовал небольшую статью «Мысли по поводу подражания греческим произведениям в живописи и скульптуре» ("Gedanken über die Nachahmung der griechischen Werke in der Malerei und Bildhauerkunst"). Именно в этой ранней работе содержится превосходное определение сущности античного искусства. Винкельман писал о «благородной простоте и спокойном величии искусства древних», подобного «глубине моря, всегда спокойного, как бы ни бушевала его поверхность», и которое, «несмотря на все страсти, обнаруживает великую уравновешенную душу». И далее уточнял свою главную мысль: «Единственный путь для нас сделаться великими и, если можно, даже неподражаемыми — это подражание древним», но для этого необходимо находить «не только прекраснейшую натуру», но её «идеальную красоту». В сущности, в этих тезисах Винкельман сформулировал основные эстетические принципы искусства европейского неоклассицизма: ориентация на античное искусство («подражание древним») и идеализм (поиск идеального начала художественных образов).
В «Истории искусства древности» ("Geschichte der Kunst des Alterthums", 1764) Винкельман первым в европейской науке попытался выделить историю искусства из всеобщей истории, однако, не имея достаточных данных, он не сумел отделить позднейшие римские реплики античных статуй от древнегреческих образцов. Искусство Древней Греции, по причине османского правления в то время, за исключением отдельных архитектурных памятников и их фрагментов, практически не было известно в странах Западной Европы.
Основные новации Винкельмана сводятся к следующему:
- Он первым отделил историю античного искусства от всеобщей истории,
- Создал научную основу именно истории искусства, а не отдельных художников и их жизнеописаний, как делали до него Джорджо Вазари, Карел ван Мандер и другие,
- Сформулировал три стадии развития искусства: архаику, классику и упадок, под которым он подразумевал современное ему искусство барокко,
- Соотнёс этапы развития древнегреческого искусства («до Фидия», «при Фидии» и «после Фидия») с аналогичными этапами развития искусства итальянского Возрождения («до Рафаэля», «при Рафаэле» и «после Рафаэля»: искусство Корреджо и Карраччи),
- Определил главную, на его взгляд, цель искусства: поиск идеала прекрасного, образцы которого создали Фидий и Рафаэль.

Открытие Винкельманом последовательности стилевых этапов в древнем искусстве было тесно связано с его личным неприятием искусства барокко и рококо по сравнению с искусством Высокого Возрождения. По его мнению, существует только одна красота, которая имеет вневременное значение, поскольку она заложена в самой природе и реализуется ею там, где счастливо совпадают милость небес и благотворное воздействие политической свободы и национального характера, например, у греков времён Фидия и Праксителя. На фоне этой красоты история искусства других народов для него меркла.
Винкельман был одним из основоположников научной археологии и первым применил категории стиля к истории искусства. Последующее влияние трудов Винкельмана на эстетику Лессинга, Гердера, Гёте, Гёльдерлина, Гейне, Ницше, Шпенглера было провокационно названо «тиранией Греции над Германией».
В «Истории искусства древности» Винкельман приписал «причины успехов и превосходства греческого искусства над искусством других народов», весьма наивно по меркам современной науки, влиянию «отчасти климата, отчасти государственного устройства и управления и вызванного ими склада мыслей, но, не менее того, и уважению греков к художникам и распространению и применению в их среде предметов искусства».
Однако величайшая заслуга Винкельмана заключается в том, что он первым проложил путь к пониманию всеевропейского культурного значения классического искусства, оживил интерес к нему в образованном обществе и явился основателем не только его истории, но и художественной критики, для которой предложена им стройная, хотя и несколько устаревшая для современности система.
Винкельмана считают «книжным учёным», который, несмотря на участие в археологических изысканиях, изучал искусство умозрительно, по литературным источникам и на основе собственных, весьма субъективных ощущений и представлений. Многие идеи Винкельман обсуждал во время бесед со своим другом, художником А. Р. Менгсом. И хотя Менгса связывала с Винкельманом крепкая дружба, это не помешало ему, пользуясь дилетантизмом Винкельмана в художественной практике, сыграть с ним злую шутку. Менгс написал фреску «Юпитер целует Ганимеда» (с намёком на гомосексуальные наклонности своего друга), скопировав манеру и технику античных мастеров, а затем пустил слух о якобы только что открытом произведении античного искусства. Винкельман попался и вовсю расхваливал это произведение как шедевр древности. Лишь на смертном одре в 1779 году Менгс признался в своём авторстве. Фреска долгое время находилась в Палаццо Корсини, ныне — в Национальной галерее современного искусства в Риме. Существует версия, что в этом розыгрыше принимал участие живописец Дж. Б. Казанова, подбросив Винкельману ещё две подделки, исполнив сам, либо с помощью Менгса, две картины «Танцовщицы», будто бы под большим секретом «снятые прямо со стен в Помпеях».
Трёхтомную монографию о Винкельмане ("Winkelmann: sein Leben, seine Werke, seine Zeitgenossen") написал в 1866—1872 годах немецкий историк искусства К. Юсти. По его мнению, предшественником Винкельмана в некоторой степени можно считать французского знатока и мецената графа де Келюса. В 1767 году перевод на английский язык сочинения Винкельмана «Мысли по поводу подражания греческим произведениям в живописи и скульптуре» опубликовал художник И. Г. Фюссли. В 1867 году очерк о Винкельмане написал английский эссеист и идеолог эстетизма У. Патер.
Идеи Винкельмана были высоко оценены Гёте и Гердером, они оказали значительное влияние на представителей немецкого романтизма (Гёльдерлин, Шлегель, Шиллер, Шеллинг), а также на эстетическую концепцию Гегеля.
С именем Винкельмана, провозгласившим древнегреческое искусство высшим достижением культурной истории человечества, связан поворот «к грекам» интереса к античности, до этого преимущественно уделявшегося Древнему Риму; в частности, развитие сначала «неогреческого», а затем «помпеянского» стилей в архитектуре, оформлении интерьера и декоративно-прикладном искусстве XIX века. Более проницательное определение роли Винкельмана в исторической науке дал французский историк искусства Жермен Базен: «Парадокс заключается в том, что Винкельман способствовал <…> разрыву с прошлым. Бессмертная цивилизация стала рассматриваться благодаря ему как один вполне определённый этап исторического развития; из абсолютной она сделалась относительной. Полагая, что сливается с ней, Винкельман отделился от неё, одновременно и объективировав её, и лишив священного ореола».
Французский писатель Анри Бейль, много путешествовавший по Италии и в 1817 году опубликовавший двухтомную «Историю живописи в Италии», а в следующем году путевые очерки «Рим, Неаполь и Флоренция», а также другие сочинения об искусстве, в качестве дани уважения к выдающемуся историку искусства взял себе псевдоним по названию его родного города: Стендаль.
В наши дни наследие Винкельмана в области художественной археологии сохраняет и развивает Берлинский университет имени Гумбольдта.

## Наследие Винкельмана в России
Первый русский перевод «Истории искусства древности» появился относительно поздно, в 1888 году, в то время, когда просвещённая Европа и Россия уже пережили неоклассицизм, период историзма и эклектики в архитектуре и декоративно-прикладном искусстве, и ощущали предвестие модерна. Далее последовали издания 1890, 1935 (ACADEMIA), 1996 (репринт издания 1935 года), 2000 гг.. «Мысли о подражании греческим произведениям в живописи и скульптуре» (Ранняя ред. / Послесл. И. Н. Кузнецова) издавались в 1758 и 1992 годах.
Н.В. Гоголь в своем "Книга всякой всячины, или подручная энциклопедия" делает заметку о Винкельмане "Скульптура произошла в Греции гораздо ранее живописи, почему и обозрение ее уже составляет историю искусств. Винкельман разделяет ее на 4 периода, отличая каждый особым характером. I-й означается сухостью, грубостью, несовершенством, II -- величием и высокостью, III -- красотою и прелестью, IV -- подражанием. "
Интерес к идеям и трудам Винкельмана усилился в 1930-х годах, но затем ослаб, и имя немецкого исследователя упоминалось по большей части в критическом или даже негативном аспектах, за исключением знаменитого тезиса о «благородной простоте и спокойном величии» искусства древних.
В 2015 году в Санкт-Петербурге в преддверии 300-летия со дня рождения и 250-летия со дня смерти Винкельмана проходил научный коллоквиум «Древность и классицизм: наследие Винкельмана в России» с докладами и последующим выпуском сборника статей, в которых прослеживалась роль Винкельмана в культурной жизни России начиная с эпохи Екатерины II.
В 2020 году в Российском институте истории искусств в Санкт-Петербурге прошла научная конференция «Неоклассицизм: начало и конец. К 250-летию со дня смерти Винкельмана».

## Комментарии
1. ↑  Перефразирована знаменитого изречения протестанта Генриха Наваррского в связи с решением в 1593 году принять католичество, чтобы стать королём Франции под именем Генриха IV[3].